# 根特圣彼得斯站
根特圣彼得斯站（荷蘭語：Station Gent-Sint-Pieters）是比利时东佛兰德省省会根特的主要鐵路車站，该站年客流量1765人次，是比利时第四繁忙的铁路车站，也是佛兰德最繁忙的铁路车站。

## 歷史
車站的起源是1881年在根特-奧斯坦德線上的一個小型車站。當時，根特的主要铁路车站是建於1837年的根特南站。为迎接1913年根特世博会，圣彼得斯-阿伊海姆街区计划修建一座新车站。该站由建築師路易·克洛凯設計，以折衷主義的風格建造，於1912年完工。
2006年秋，根特圣彼得斯项目启动，根特圣彼得斯车站及周边地区将会大修。车站翻新工程于2010年启动，预计最早在2027年完工。

## 列车服务
该站提供以下列车服务：
- 城际列车 (IC-01) 奥斯坦德 - 布魯日 - 根特 - 布鲁塞尔 - 鲁汶 - 列日 - 奥伊彭
- 城际列车 (IC-02) 奥斯坦德 - 布鲁日 - 根特 - 圣尼克拉斯 - 安特卫普
- 城际列车 (IC-03) 克诺克/布兰肯贝赫 - 布鲁日 - 根特 - 布鲁塞尔 - 鲁汶 - 亨克
- 城际列车 (IC-04) 里尔/波珀灵厄 - 科特赖克 - 根特 - 圣尼克拉斯 - 安特卫普
- 城际列车 (IC-12) 科特赖克 - 根特 - 布鲁塞尔 - 鲁汶 - 列日 - 韦尔肯拉特（周一至周五）
- 城际列车 (IC-12) 科特赖克 - 根特（周末）
- 城际列车 (IC-20) 根特 - 阿尔斯特 - 布鲁塞尔 - 哈瑟尔特 - 通厄伦（周一至周五）
- 城际列车 (IC-20) 根特 - 阿尔斯特 - 布鲁塞尔 - 登德尔蒙德 - 洛克伦（周末）
- 城际列车 (IC-23A) 布鲁日 - 根特 - 布鲁塞尔 - 布鲁塞尔机场
- 城际列车 (IC-28) 根特 - 圣尼克拉斯 - 安特卫普（周一至周五）
- 地方列车 (L-02) 泽布吕赫 - 布鲁日 - 根特 - 登德尔蒙德 - 梅赫伦（周一至周五）
- 地方列车 (L-02) 泽布吕赫 - 布鲁日 - 根特（周末）
- 地方列车 (L-05) 埃克洛 - 根特 - 奥德纳尔德 - 龙瑟
- 地方列车 (L-05) 埃克洛 - 根特 - 奥德纳尔德 - 科特赖克（周一至周五）
- 地方列车 (L-25) 根特 - 佐特海姆 - 赫拉尔兹贝亨
- 地方列车 (L-28) 根特 - 登德尔蒙德 - 梅赫伦（周末）